# Boeny

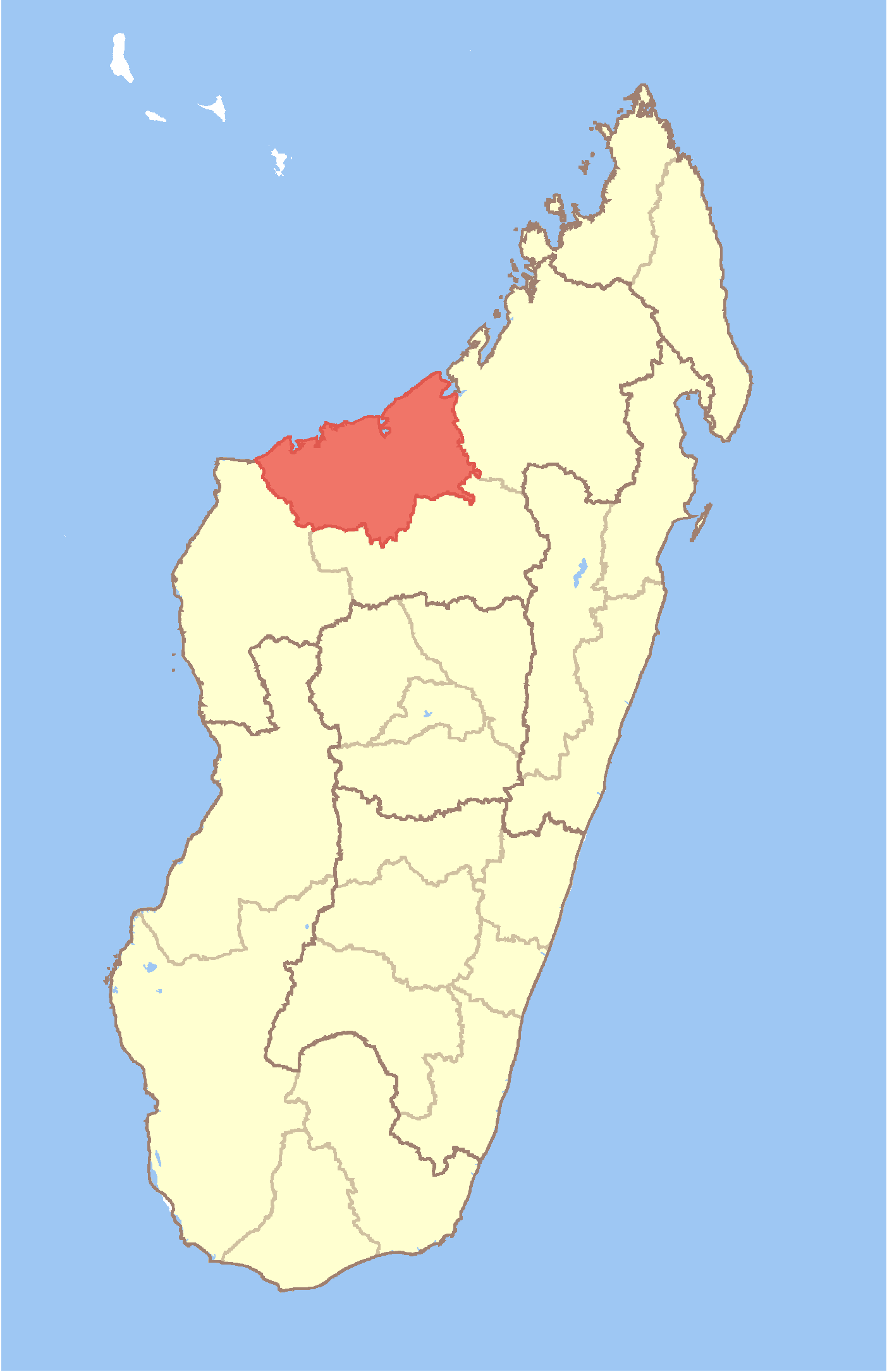
Localisação da régião de Boeny à Madagáscar.

Boeny é uma região de Madagáscar localizada na província de Mahajanga. Sua capital é a cidade de Mahajanga.

## Administração
Ela é dividido em seis distritos: 
- Ambato-Boeny
- Mahajanga I - area da cidade de Mahajanga
- Mahajanga II - area rural da cideade de Mahajanga
- Marovoay - capital: Marovoay
- Mitsinjo - capital: Mitsinjo
- Soalala - capital: Soalala

## Natureza
No Boeny se encontram os parques nacionais seguintes:
- Parque Nacional da Baia de Baly
- Parque Nacional do Tsingy de Namoroka
- Parque Nacional de Ankarafantsika